# Vanilla hostmannii
Vanilla hostmannii ist eine Pflanzenart aus der Gattung Vanille (Vanilla) in der Familie der Orchideen (Orchidaceae). Sie wächst als Kletterpflanze im tropischen Südamerika.

## Beschreibung
Vanilla hostmannii ist eine immergrüne Kletterpflanze mit fleischigem Spross. Die Blätter sind lanzettlich, an der Basis mit sehr kurzem Blattstiel, vorne mit einer kurzen, ziemliche stumpfen, aufgesetzten Spitze. Sie werden 14 bis 23 Zentimeter lang und 3,5 bis sieben Zentimeter breit.
Die Blütenstandsachse ist fünf bis 7,5 Zentimeter lang. Die Tragblätter sind länglich, konkav gewölbt, etwa 0,4 bis 0,7 Zentimeter groß. Blütenstiel und Fruchtknoten werden zusammen drei Zentimeter lang. Sepalen und Petalen sind 5,5 bis sieben Zentimeter lang. Die Lippe ist länglich und ungelappt, der vordere Rand ist nicht gewellt und endet stumpf. Die Lippe ist etwas kleiner als die übrigen Blütenblätter (4,5 bis fünf Zentimeter), an der Basis behaart, mittig sitzt ein Büschel nach hinten gerichteter Haare. Die keulenförmige Säule ist drei Zentimeter lang.

## Verbreitung
Vanilla hostmannii kommt im nördlichen Südamerika (Französisch-Guyana, Guyana, Surinam, Venezuela) und im Amazonasbecken (Brasilien, Kolumbien) vor. Sie ist dort eine recht häufige Pflanze. Am Oberlauf des Flusses Surinam blüht sie im November.

## Systematik und botanische Geschichte
Vanilla hostmannii wurde 1896 von Robert Allen Rolfe erstmals beschrieben.
Innerhalb der Gattung Vanilla wird Vanilla hostmannii in die Untergattung Xanata und dort in die Sektion Xanata, die nur Arten der Neotropis enthält, eingeordnet. Nach Portères ähnelt sie der brasilianischen Vanilla gardneri. Soto Arenas und Cribb nennen neben dieser Art als weitere Verwandte Vanilla cribbiana, Vanilla dressleri, Vanilla ruiziana und Vanilla weberbaueriana. Die 1995 beschriebenen Arten Vanilla barrereana und Vanilla porteresiana betrachten sie als Synonyme.